# Stefan Groothuis
Stefan Groothuis (Wierden, 23 november 1981) is een voormalig Nederlandse schaatser. Hij was vooral een specialist op de 1000 meter en kende in 2005 zijn doorbraak. Hij behaalde goud op de 1000 meter op de Olympische Spelen in Sotsji in 2014.

## Carrière

### Seizoen 2005/06
Groothuis timmerde al enkele seizoenen aan de weg maar tot de wereldtop drong hij niet door totdat hij tijdens de wereldbekerwedstrijden in Salt Lake City tweede werd op de 1000 meter en daardoor een nominatie voor de Olympische Winterspelen 2006 in Turijn verdiende.
Tijdens de NK afstanden 2006 in december 2005 wist hij deze nominatie te verzilveren in een Olympisch ticket. Op de 1000 meter die op 29 december werd gehouden eindigde hij weliswaar als vierde achter Jan Bos, Erben Wennemars en Beorn Nijenhuis maar deze prestatie was dankzij zijn nominatie goed genoeg om als vierde Nederlander naar Turijn te mogen afreizen. Daar eindigde hij op de achtste plaats in 1.09,57.
Begin januari 2006 toonde Groothuis nogmaals zijn goede vorm door onverwachts Nederlands kampioen op de sprint 2006 te worden. In Assen hield hij Gerard van Velde en Beorn Nijenhuis van de titel en Erben Wennemars zelfs van het podium. Zijn titel had hij met name te danken aan zijn twee goede 1000 meters.

### Seizoen 2007/08
In oktober 2007 raakte Groothuis zwaar geblesseerd in de aanloop naar de NK Afstanden 2008. Twee dagen voor het kampioenschap raakte hij met zijn rechterschaats zijn linker achillespees, waarop de pees voor 50 procent afscheurde. In eerste instantie dacht men dat Groothuis de laatste seizoenswedstrijden weer zou kunnen schaatsen. Uiteindelijk duurde het herstel het gehele seizoen. Na het seizoen hield zijn schaatsploeg, Team Telfort, op te bestaan omdat er geen nieuwe sponsor gevonden kon worden. In april 2008 tekende hij een nieuw contract bij de DSB schaatsploeg.

### Seizoen 2008/09
In het seizoen 2008/09 maakte Groothuis een sterke comeback tijdens de eerste wereldbekerwedstrijden in Berlijn. Daar won hij de 1000 meter in 1.09,13 waarmee hij nummer twee Shani Davis twee honderdste van een seconde voor bleef. Een week later bij de wereldbekerwedstrijden in Heerenveen was zijn beste prestatie een tweede plaats op de 1500 meter achter Shani Davis en kreeg hij op de 1000 meter met een middenmootklassering een terugslag van zijn topprestatie in Berlijn. Op 6 en 7 december in Changchun leverde hij weer topprestaties op zijn favoriete 1000 meter met een tweede en derde plaats waarna hij achter Shani Davis op de tweede plaats staat in de wereldbeker op die afstand.
Na die sterke prestaties in de wereldbekerwedstrijden won hij op 4 en 5 januari 2009 het Nederlands kampioenschap sprint 2009. Hij deed dat door drie van de vier afstanden te winnen waarbij hij de baanrecords verbeterde of evenaarde. Hij won de eerste 500 meter in het baanrecord van 35,86 dat een dag later door Jan Smeekens werd verbeterd tot 35,84. Hij won de eerste 1000 meter in 1.10,40, een evenaring van het baanrecord van Erben Wennemars en de tweede 1000 meter in 1.10,12. Groothuis won op de tweede dag van de NK afstanden, 31 oktober 2009 de Nederlandse titel op de 1000m en plaatste zich daarmee voor de World Cup, seizoen 2009/2010.

### Seizoen 2009/10
Eind december plaatste Groothuis zich op het Olympisch Kwalificatie Toernooi in Thialf op de 1000 meter (met een eerste plaats) en 1500 meter (met een tweede plaats achter Simon Kuipers) voor de Olympische Winterspelen 2010. Tijdens deze Winterspelen eindigde Groothuis op de 1000 meter net naast het podium. Een megabod van TVM om volgend seizoen voor deze ploeg te schaatsen sloeg Groothuis af.

### Seizoen 2010/11
In november 2010 wist Groothuis op de NK afstanden zijn titel op de 1000 meter niet te verdedigen, wel won hij drie medailles met bijbehorende wereldbekerplaatsen. Daarbij won hij in de vierde wedstrijd in Changchun, weliswaar bij afwezigheid van de winnaar van de vorige wereldbeker Shani Davis, beide 1000 meters, allebei in een baanrecord, in de eerste race 1.09,57 en in de tweede race 1.09,39. Op de WK Sprint eindigde hij als beste Nederlander; hij werd vierde met een overwinning op de eerste 1000 meter.

### Seizoen 2011/2012
In dit jaar werd hij voor de vierde keer op rij Nederlands kampioen door op de slotafstand Hein Otterspeer te verslaan.
Op 29 januari 2012 werd Groothuis wereldkampioen sprint. Bij dit titeltoernooi vestigde Groothuis een nieuw wereldrecord op de sprintvierkamp (136.810) en verbeterde hij het Nederlands record op de 1000 meter, 1.06,96. Het vorige wereldrecord op de sprintvierkamp was met 137.230 sinds 19 januari 2003 - meer dan 9 jaar - in handen van de Canadees Jeremy Wotherspoon. Het Nederlandse record op de 1000 meter stond sinds maart 2008 op naam van Beorn Nijenhuis.
Op 23 maart werd Groothuis tijdens de WK Afstanden in Heerenveen voor het eerst wereldkampioen op zijn specialiteit, de 1000 meter. Hij hield zijn ploeggenoot, Kjeld Nuis, en Shani Davis achter zich.

### Seizoen 2012/2013

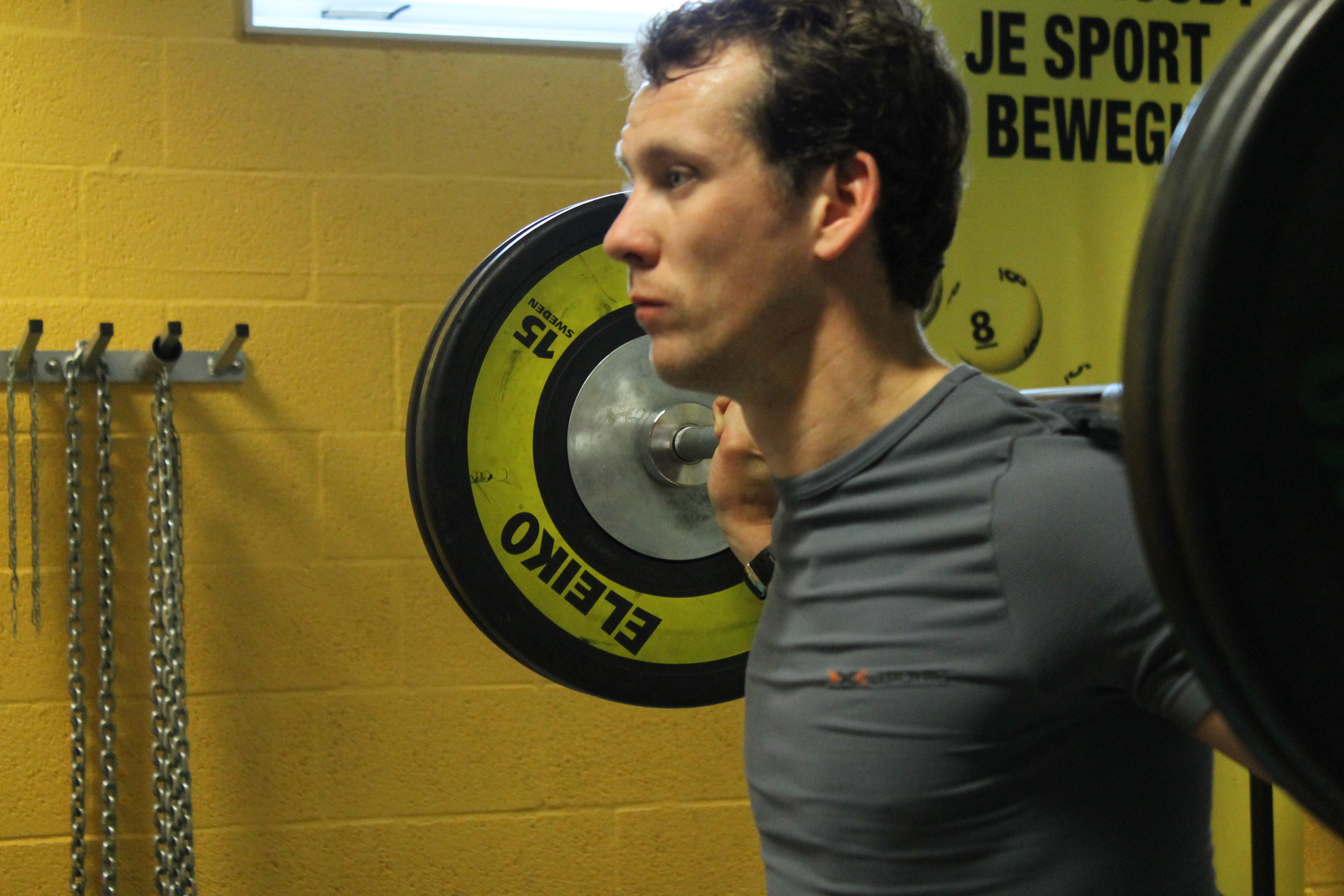
Groothuis tijdens een krachttraining

In dit jaar werd hij voor de vijfde keer op rij Nederlands kampioen sprint.
Op 6 januari 2013 werd Groothuis verrassend Nederlands Kampioen sprint. Na een vijfde en vierde plaats op de 500 meters, een eerste plaats op de eerste 1000 meter, moest hij 's zondags 0,41 seconde goedmaken op klassementsleider Ronald Mulder en 0,15 seconde op nummer twee Hein Otterspeer. Groothuis werd derde op de slotafstand maar eerste in het klassement. Hij werd kampioen met het puntentotaal 141.695. Groothuis kreeg hiermee zes landstitels sprint op zijn naam.

### Seizoen 2013/2014
Op 12 februari 2014 won Groothuis goud op de 1000 meter op de Olympische Winterspelen in het Russische Sotsji. Voor deze verdienste is hij benoemd tot Ridder in de Orde van Oranje-Nassau.

### Einde loopbaan
In het seizoen 2014/2015 bleef Groothuis zijn vertrouwde peil handhaven. In de zomer van 2015 kwam hij tijdens het skeeleren ten val, waardoor hij voor langere tijd noch kon schaatsen noch kon fietsen. Daarop volgde een matig seizoen en op 8 maart 2016 gaf hij aan met wedstrijdschaatsen te stoppen aan het eind van het schaatsseizoen.

## Privéleven
Groothuis trouwde in september 2010 met zijn vriendin. Ze hebben twee zonen. Stefan Groothuis maakte in 2011 een depressieve periode door.

## Records

### Persoonlijke records
| Afstand      | Tijd     | Datum           | Baan           |
| ------------ | -------- | --------------- | -------------- |
| 500 meter    | 34,55    | 21 januari 2012 | Salt Lake City |
| 1000 meter   | 1.06,96  | 29 januari 2012 | Calgary        |
| 1500 meter   | 1.43,48  | 4 december 2009 | Calgary        |
| 3000 meter   | 3.53,72  | 16 maart 2001   | Calgary        |
| 5000 meter   | 6.54,59  | 20 maart 2002   | Calgary        |
| 10.000 meter | 14.41,70 | 21 maart 2002   | Calgary        |

### Wereldrecords
| Nr. | Afstand        | Tijd    | Datum           | Baan    |
| --- | -------------- | ------- | --------------- | ------- |
| 1.  | Sprintvierkamp | 136,810 | 29 januari 2012 | Calgary |

## Resultaten
| Jaar | NK Afstanden                 | NK Sprint             | WK Sprint               | WK Afstanden               | Olympische Spelen                           | Wereldbeker                 | WK Junioren |
| ---- | ---------------------------- | --------------------- | ----------------------- | -------------------------- | ------------------------------------------- | --------------------------- | ----------- |
| 2001 | 18e 500m 25e 1000m           |                       |                         |                            |                                             |                             | 6e          |
| 2002 | 11e 500m 6e 1000m 12e 1500m  | 7e (11e, 6e, 9e, 9e)  |                         |                            |                                             |                             |             |
| 2003 | 8e 500m 4e 1000m 16e 1500m   | 6e (8e, 6e, 9e, 5e)   |                         |                            |                                             | 29e 1000m                   |             |
| 2004 | 7e 500m 9e 1000m 22e 1500m   | 8e (8e, 6e, 11e, 8e)  |                         |                            |                                             |                             |             |
| 2005 | 6e 500m 7e 1000m 5e 1500m    | 4e (7e, 6e, 7e, 6e)   |                         |                            | 24e 1000m 34e 1500m                         |                             |             |
| 2006 | 4e 1000m 8e 1500m            | ↑ · (5e, , 8e, )      | 17e (30e, 11e, 31e, 7e) |                            | 8e 1000m                                    | 9e 1000m                    |             |
| 2007 | 6e 500m · 1000m · 8e 1500m   | 5e · (7e, , 8e, 5e)   |                         |                            |                                             | 45e 500m 5e 1000m 9e 1500m  |             |
| 2008 |                              |                       |                         |                            |                                             |                             |             |
| 2009 | 4e 500m · 1000m · 5e 1500m   | ↑ · (, , 4e, )        | 17e · (30e, , 12e, 5e)  | 15e 500m 4e 1000m 7e 1500m | 0p 100m · 19e 500m · 1000m · 9e 1500m       |                             |             |
| 2010 | 4e 500m · 1000m · 1500m      | ↑ · (, )              |                         |                            | 4e 1000m 16e 1500m                          | 23e 500m · 1000m · 6e 1500m |             |
| 2011 | 500m · 1000m · 1500m         | ↑ · (, )              | 4e · (, , 12e, )        | 1000m ·                    |                                             | 15e 500m · 1000m · 1500m    |             |
| 2012 | 500m · 1000m · 1500m         | ↑ · (, , 9e, )        | ↑ · (9e, , 12e, )       | ↑ 1000m · 5e 1500m         | 15e 500m · 1000m · 6e 1500m · Grandworldcup |                             |             |
| 2013 | 8e 500m 7e 1000m             | ↑ · (5e, , 4e, )      | 17e (18e, 4e, 25e, 17e) | 8e 1000m                   | 0p 500m 7e 1000m 24e 1500m                  |                             |             |
| 2014 | 6e 500m 4e 1000m 7e 1500m    | 6e · (8e, 12e, 8e, )  |                         |                            | 38e 500m · 1000m · 12e 1500m                | 41e 500m 8e 1000m 22e 1500m |             |
| 2015 | 10e 500m · 1000m · 11e 1500m | 5e · (11e, , 13e, 8e) |                         | 6e 1000m                   |                                             | 4e 1000m                    |             |
| 2016 | 9e 500m · 1000m · 1500m      |                       |                         | 14e 1000m 14e 1500m        | 32e 1000m                                   |                             |             |

### Wereldbekerwedstrijden[8]
| Seizoen   | 500m                                                       | 1000m                                  | 1500m                    |
| --------- | ---------------------------------------------------------- | -------------------------------------- | ------------------------ |
| 2002/2003 |                                                            | 18e, 17e, 16e, 18e, -, -, -, -, -      |                          |
| 2003/2004 |                                                            |                                        |                          |
| 2004/2005 |                                                            | 21e, 20e, 1e(b), 3e(b), -, -, -, -, -  | -, 3e(b), -, -, -        |
| 2005/2006 |                                                            | , 16e, 7e, Dq, 18e, , -, -, -, 5e      |                          |
| 2006/2007 | -, -, -, -, -, 3e(b), -, -, -, -, -, -                     | 7e, 5e, 18e, 5e, , 6e, 6e, 6e, 4e, 11e | -, -, -, 1e(b), 8e, 5e   |
| 2007/2008 |                                                            |                                        |                          |
| 2008/2009 | 12e, 17e, 15e, 17e, 15e, 14e, -, -, 12e, 14e, 16e, 9e, 19e | , 6e, , , -, -, , , 6e, 4e             | 10e, , 8e, 11e, 5e, -    |
| 2009/2010 | 11e, 17e, 12e, 18e, 11e(b), Dnf, -, -, 14e, 8e, -, -       | Dnf, 1e(b), 4e, -, ,                   | 4e, , 17e, 5e, -, 5e     |
| 2010/2011 | 6e, 7e, 16e, 13e, 20e, 16e, -, -, 12e, 10e, 5e, -          | , 5e, , , -, ,                         | 4e, , 9e, 4e, -,         |
| 2011/2012 | 5e, 12e, , -, 12e, -, 8e, -, 4e, -, -, -                   | , , 4e, , , 4e                         | , 6e, 12e, , 5e, 15e     |
| 2012/2013 | -, -, -, -, -, -, -, 13e(b), -, -, -, -                    | -, -, -, -, -, 7e, 8e, ,               | -, -, -, 19e, 1e(b), 18e |
| 2013/2014 | -, -, 11e(b), -, -, 3e(b), -, -, -, -, -, -                | 10e, Dq, 7e, -, , 6e                   | -, -, 3e(b), -, 11e, 11e |
| 2014/2015 |                                                            | 9e, , 6e, 11e, 6e, , 10e               |                          |
| 2015/2016 |                                                            | Dq, 5e(b), -, 3e(b), -, -, -           |                          |

- = geen deelname
(b) = B-divisie

### Medaillespiegel
| Kampioenschap          | Goud · | Zilver · | Brons · |
| ---------------------- | ------ | -------- | ------- |
| NK Afstanden           | 4      | 3        | 4       |
| NK Sprint              | 6      | 0        | 0       |
| WK Sprint              | 1      | 0        | 0       |
| WK Afstanden           | 1      | 0        | 1       |
| Wereldbeker 500m       | 0      | 0        | 1       |
| Wereldbeker 1000m      | 8      | 12       | 6       |
| Wereldbeker 1500m      | 1      | 2        | 3       |
| Wereldbeker klassement | 1      | 2        | 2       |
| Olympische Spelen      | 1      | 0        | 0       |